# Montes Carpatus
Los Montes Carpatus  (Montes Cárpatos) son una cadena montañosa de la Luna situada en borde sur del Mare Imbrium. El nombre procede de los Montes Cárpatos terrestres, situados en la Europa Central.
La cordillera se extiende de oeste a este, con una longitud de unos 360 km y una anchura media de 60 km, con varias cumbres de 2400 m de altitud, separadas por profundos valles. En su extremo occidental se encuentra el cráter T. Mayer de 33 km de diámetro, y cerca de su extremo oriental se encuentra el cráter Gay-Lussac de 25 km de diámetro, con el famoso cráter Copérnico al sur.
Al este de la cordillera se encuentran los Montes Apenninus y los Montes Caucasus. Estas cordilleras junto con los Montes Carpatus constituyen algunos de los fragmentos supervivientes del anillo exterior, de un conjunto original de tres, formados por el impacto que causó la formación de la cuenca del Mare Imbrium hace unos 3850 millones de años.